# مفارقة بنتلي
مفارقة بنتلي هي إحدى مفارقات علم الكون الفيزيائي التي تشير إلى حدوث مشكلة عند تطبيق نظرية الجذب العام لنيوتن على علم الكون الفيزيائي: "وفقًا لنظرية نيوتن، فإنه يتعين على كل نجم في هذا الكون أن ينجذب تجاه كل نجم آخر. ولا ينبغي أن تبقى هذه النجوم بلا حراك، على مسافة ثابتة من بعضها البعض، ولكن ينبغي أن تهبط جميعًا معًا لبعض النقاط المركزية. اعترف نيوتن بذلك في رسالة إلى ريتشارد بنتلي،. وهو فيلسوف عظيم في ذلك الوقت من كامبريدج. حل هذه المفارقة العجيبة هنا أن كل النجوم لا تتأثر بقوة جاذبية واحدة ولكن هناك قوى كثيرة تعمل على الجسم، مما اضطرها إلى أن تكون إما ثابتة بشكل مؤقت، أو تخضع لحركة طفيفة جدًا. تقترح نظرية الانسحاق الشديد أشياءً مشابهة، التي تقول بأن الكون سينهار عن طريق انفجار في نقطة حيث تتقابل جميع الأمور فيها.”